# بیلی سیمپسون
بیلی سیمپسون (انگلیسی: Billy Simpson؛ ۱۲ دسامبر ۱۹۲۹ – ۲۷ ژانویهٔ ۲۰۱۷) یک ورزشکار اهل ایرلند شمالی بود.
از باشگاه‌هایی که در آن بازی کرده‌است می‌توان به باشگاه فوتبال رنجرز، باشگاه فوتبال آکسفورد یونایتد و باشگاه فوتبال لینفیلد اشاره کرد.
وی همچنین در تیم ملی فوتبال ایرلند شمالی بازی کرده است.